# Lepturophis borneensis
Lepturophis borneensis är en omstridd ormart som beskrevs av Boulenger 1900. Lepturophis borneensis ingår i släktet Lepturophis och familjen snokar. Inga underarter finns listade i Catalogue of Life.
The Reptile Database listar population som synonym till Lepturophis albofuscus.